# Euryopis levii
Espèce
Euryopis levii est une espèce d'araignées aranéomorphes de la famille des Theridiidae.

## Distribution
Cette espèce se rencontre en Mongolie et en Russie dans la république de Touva. 

## Publication originale
- Heimer, 1987 : Neue Spinnenarten aus der Mongolei (MVR) (Arachnida, Araneae, Theridiidae et Linyphiidae). Reichenbachia, vol. 24, p. 139-151.